# Viareggio Beach Soccer 2024
Questa voce raccoglie le informazioni riguardanti del Viareggio Beach Soccer nelle competizioni ufficiali della stagione 2024.

## Stagione
I bianconeri non riescono a ripetersi come nell'anno precedente. Le avversarie sono molto più forti. Unica nota lieta è la Supercoppa Under-20. Il Viareggio è in ogni albo d'oro di qualsiasi competizione di beach soccer.

## Maglie e sponsor
Lo sponsor principale per la stagione 2024 è Farmaè.
Lo sponsor tecnico per la stagione 2024 è Legea.
| 1ª divisa | 2ª divisa |

## Organigramma societario
- Presidente: Massimo Moretti
- Vicepresidente: Stefano Sani
- Direttore generale: Stefano Cinquini
- Direttore tecnico: Stefano Santini
- Segretaria:
- Addetto stampa: Gabriele Noli

## Organico

### Giocatori SENIOR
| N° | Naz.                  | Ruolo    | Sportivo                      |  |  |  |
| -- | --------------------- | -------- | ----------------------------- |  |  |  |
| 1  | Italia (bandiera)     | Portiere | Andrea Carpita                |  |  |  |
| 2  | Italia (bandiera)     | Esterno  | Lorenzo Rombi                 |  |  |  |
| 4  | Italia (bandiera)     | Esterno  | Luca Bertacca                 |  |  |  |
| 5  | Brasile (bandiera)    | Esterno  | Jose Ueudson Marques Da Silva |  |  |  |
| 7  | Italia (bandiera)     | Esterno  | Gianmarco Genovali            |  |  |  |
| 8  | Giappone (bandiera)   | Esterno  | Ozu Moreira                   |  |  |  |
| 9  | Italia (bandiera)     | Esterno  | Giacomo Petracci              |  |  |  |
| 10 | Brasile (bandiera)    | Esterno  | Zè Lucas                      |  |  |  |
| 11 | Italia (bandiera)     | Esterno  | Alessandro Remedi             |  |  |  |
| 12 | Italia (bandiera)     | Portiere | Gianni Santini                |  |  |  |
| 13 | Italia (bandiera)     | Portiere | Matteo Ghilarducci            |  |  |  |
| 17 | Portogallo (bandiera) | Esterno  | Leo Martins                   |  |  |  |
| 19 | Italia (bandiera)     | Portiere | Gabriele Gori                 |  |  |  |
| 20 | Italia (bandiera)     | Esterno  | Tommaso Fazzini               |  |  |  |
| 22 | Italia (bandiera)     | Portiere | Matteo Manfredi               |  |  |  |

### Staff tecnico
- 1º Allenatore:  Francesco Corosiniti
- 2º Allenatore: n.a.
- Fisioterapista:  Eugenio Muzzi

### Giocatori UNDER-20
| N° | Naz.              | Ruolo    | Sportivo             |  |  |  |
| -- | ----------------- | -------- | -------------------- |  |  |  |
| 1  | Italia (bandiera) | Portiere | Tommaso Sargentini   |  |  |  |
| 3  | Italia (bandiera) | Esterno  | Gregorio Del Mancino |  |  |  |
| 4  | Italia (bandiera) | Esterno  | Marco Santucci       |  |  |  |
| 5  | Italia (bandiera) | Esterno  | Tommaso Ricci        |  |  |  |
| 6  | Italia (bandiera) | Esterno  | Gian Marco Tomei     |  |  |  |
| 8  | Italia (bandiera) | Esterno  | Matteo Barsottelli   |  |  |  |
| 9  | Italia (bandiera) | Esterno  | Samuele Lombardi     |  |  |  |
| 10 | Italia (bandiera) | Esterno  | Tommaso Remedi       |  |  |  |
| 11 | Italia (bandiera) | Esterno  | Marco Coppola        |  |  |  |
| 12 | Italia (bandiera) | Portiere | Matteo Moretti       |  |  |  |
| 14 | Italia (bandiera) | Esterno  | Matteo Santini       |  |  |  |
| 17 | Italia (bandiera) | Esterno  | Tommaso Belluomini   |  |  |  |
| 20 | Italia (bandiera) | Esterno  | Nicolò Bastillo      |  |  |  |
| 21 | Italia (bandiera) | Esterno  | Cristian Minichino   |  |  |  |
| 22 | Italia (bandiera) | Portiere | Alessandro Morbini   |  |  |  |
| 28 | Italia (bandiera) | Esterno  | Luigi Fantinato      |  |  |  |
| 30 | Italia (bandiera) | Esterno  | William Diridoni     |  |  |  |

### Staff tecnico
- 1º Allenatore:  Marco Pacini
- 2º Allenatore:  Lelio Biancalana